# Uliocnemis biplagiata
Uliocnemis biplagiata är en fjärilsart som beskrevs av Moore 1887. Uliocnemis biplagiata ingår i släktet Uliocnemis och familjen mätare. Inga underarter finns listade i Catalogue of Life.